# 集成电路封装

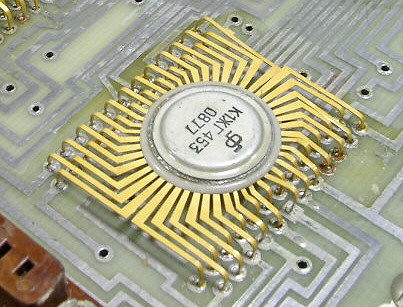
苏联制造的早期集成电路

集成电路封装（英語：integrated circuit packaging），简称封装製程，是半导体器件制造的最后阶段，之后将进行集成电路性能测试。器件的核心晶粒（die）被封装在一个支撑物之内，这个封装可以防止物理损坏（如碰撞和划伤）以及化学腐蚀，并提供对外连接的引脚，这样就便于将芯片安装在电路系统里。

## 類型
芯片的封装通常需要考虑引脚的配置、电学性能、散热和芯片物理尺寸方面的问题。半导体业界内有多种典型的封装形式：
- 單列直插封裝（SIP）
- 双列直插封装（DIP）
- 薄小型封装（TSOP）
- 塑料方形扁平封装（QFP）和塑料扁平组件封装（PFP）
- 插針網格陣列（PGA）
- 鋸齒形直插封裝（ZIP）
- 球柵陣列封裝（BGA）
- 平面網格陣列封裝（LGA）
- 塑料电极芯片载体（PLCC）
- 表面裝貼元器件（SMD）
- 无引脚芯片载体（LCC）
- 多晶片模組（MCM）

隨著製程逐漸逼近極限，許多傳統的半導體封裝元件，漸漸被整合到集成电路裡面進行封裝，以滿足更廣泛的需求，達到產品的最優解。各種封裝都在廠內一次完成，而各家製造廠為了最大化效能，也要求配合自己的工藝與特殊標準，晶圓廠商之間封裝方式比較不通用，可以說是各顯神通，但仍有開放自己的架構給外廠進行垂直整合，所有這些專有技術，目前統稱為先進封裝。